# Tintorera (película)
Tintorera es una película de terror, thriller y aventura mexicana de 1977, escrita y dirigida por René Cardona Jr., y protagonizada por las actrices británicas Susan George y Fiona Lewis y los actores mexicanos Hugo Stiglitz y Andrés García. Esta película está basada en la novela de mismo título del novelista, documentalista y oceanógrafo Ramón Bravo, quien estudió la especie de tiburón llamada «tintorera» o «tiburón tigre» (de unos 5 metros de largo) y descubrió el fenómeno de los tiburones dormidos cerca de Isla Mujeres. 
La película, junto con otras muchas películas de bestias y monstruos de los años 70 y 80, es de un corte similar a Tiburón (dirigida por Steven Spielberg y estrenada por primera vez en 1975), aunque no exactamente igual. También se conoce a esta película por su título alternativo Tintorera: Killer Shark.

## Reparto
- Susan George ...  Gabriella
- Hugo Stiglitz ...  Esteban (Steven)
- Andrés García ...  Miguel
- Fiona Lewis ...  Patricia
- Eleazar García ... Crique
- Roberto "Flaco" Guzmán ...  Colorado
- Jennifer Ashley ...  Kelly Madison
- Laura Lyons ...  Cynthia Madison
- Priscilla Barnes ... Chica en bar #1
- Alejandro Ciangherotti ... Pescador #1